# Romualdas Bitė
Romualdas Bitė, Romualdas Bitte, Ромуальдас Битте (ur. 3 stycznia 1944 w Aušrėnai w okręgu szawelskim) – reprezentujący ZSRR litewski lekkoatleta, długodystansowiec.
Największe sukcesy odnosił w biegu na 3000 metrów z przeszkodami.
Podczas igrzysk olimpijskich w Monachium (1972) zajął 7. miejsce z czasem 8:34,64.
4. zawodnik mistrzostw Europy (1971) z czasem 8:26,97.

## Rekordy życiowe
- Bieg na 3000 metrów z przeszkodami – 8:26,97 (1971)